# Deutsches Meisterschaftsrudern 1903
Das 22. Deutsche Meisterschaftsrudern wurde 1903 in Berlin ausgetragen. Wie in den Jahren zuvor wurde nur im Einer der Männer ein Meister ermittelt. Deutscher Meister wurde Anton Weber-Mönchhof vom Mainzer Ruderverein.

## Medaillengewinner
| Bootsklasse | Gold                              | Silber                            | Bronze                                 |
| ----------- | --------------------------------- | --------------------------------- | -------------------------------------- |
| Einer       | Anton Weber-Mönchhof (Mainzer RV) | Konrad Haffner (RG Wiking Berlin) | Julius Franck (RC Allemannia von 1866) |